# Giro dell'Appennino 1939
Il Giro dell'Appennino 1939, sesta edizione della corsa (nota al tempo come "Circuito dell'Appennino"), si svolse il 16 luglio 1939 su un percorso di 140 km con partenza e arrivo a Pontedecimo. Fu vinto dall'italiano Lorenzo Mazzarello, che completò il percorso in 4h13'38" precedendo i connazionali Giovanni De Stefanis e Fausto Coppi. Conclusero la prova 26 dei 64 ciclisti al via.
Organizzato come di consueto dalla Polisportiva Valpolcevera, fu riservato agli indipendenti e valido come seconda prova del campionato nazionale 1939 di categoria.

## Percorso
La gara prese il via da Pontedecimo e attraversò nell'ordine il Passo dei Giovi, Novi Ligure, di nuovo il Passo dei Giovi, Pontedecimo, Campomorone, il Passo della Bocchetta, Voltaggio, il Passo della Castagnola e per la terza volta il Passo dei Giovi, per concludersi infine a Pontedecimo dopo 140 km.

## Ordine d'arrivo (Top 10)
| Pos. | Corridore            | Squadra          | Tempo    |
| ---- | -------------------- | ---------------- | -------- |
| 1    | Lorenzo Mazzarello   | D. Montecatini   | 4h13'38" |
| 2    | Giovanni De Stefanis | C.C. Venaria R.  | a 2'57"  |
| 3    | Fausto Coppi         | Dopol. Tortona   | a 3'32"  |
| 4    | Giuseppe Savelli     | Dop. Carrozze    | a 4'21"  |
| 5    | Ernesto Zuppa        | G.R. Tellini     | a 5'58"  |
| 6    | Enrico Bolis         | GIL Cantore      | s.t.     |
| 7    | Achille Bucco        | G.R. Tellini     | a 6'44"  |
| 8    | Francesco Patti      | U.S. Messinese   | s.t.     |
| 9    | Bruno Pasquini       | A.C. Montecatini | s.t.     |
| 10   | Giovanni Piotto      | S.C. Binda       | a 6'50"  |